# Paniwola
Paniwola – osada w Polsce, w województwie wielkopolskim, w powiecie krotoszyńskim, w gminie Koźmin Wielkopolski. Miejscowość wchodzi w skład sołectwa Gościejew.
Do 2023 miejscowość była częścią wsi Gościejew.
W latach 1975–1998 miejscowość administracyjnie należała do województwa kaliskiego.